# Sauerstoffzehrung
Sauerstoffzehrung (auch Sauerstoffverbrauchsrate) wird die Sauerstoffabnahme pro Zeitspanne (z. B. in mg/(L·min)) im Wasser durch die Atmungs- und Abbauprozesse von Organismen bezeichnet. Eine hohe Sauerstoffverbrauchsrate zeigt eine hohe Aktivität der Organismen an, so dass auf eine hohe Belastung des Gewässers mit organisch, biochemisch umsetzbaren Stoffen geschlossen werden kann.
Mit der Messung der Sauerstoffzehrung kann auch auf die einwandfreie Funktion bzw. Aktivität der Biomasse einer biologischen Reinigungsstufe in einer Kläranlage geschlossen werden.
Die Stoffwechseltätigkeit der Wasserorganismen hängt in natürlichen Gewässern stark von klimatischen Verhältnissen (u. a. Sonneneinstrahlung bzw. Temperatur), in Aquakulturanlagen von dem Futtereintrag bzw. Zeitpunkt ab. Der Sauerstoffmesswert kann dadurch starken Schwankungen in Abhängigkeit von der Tages- und Jahreszeit unterworfen sein. Dies ist bei der Probennahme bzw. Messung zu berücksichtigen.